# RoboCop (serial telewizyjny 2000)
Robocop (ang.: RoboCop: Prime Directives) – kanadyjski przygodowy czteroodcinkowy miniserial Sci-Fi z 2000 roku w reżyserii Juliana Granta.

## Obsada
- Page Fletcher jako Alex J. Murphy / RoboCop
- Leslie Hope jako Ann R. Key
- Geraint Wyn Davies jako David Kaydick
- Maria del Mar jako Sara Cable
- Neville Edwards jako Ned Gummel
- Carlos Diaz jako Jenkins
- Eugene Clark jako Carver RH
- Meg Hogarth jako dr Colleen Frost

## Lista odcinków
- odc. 1 – "Dark Justice" - "Mroczna Sprawiedliwość"
- odc. 2 – "Meltdown" - "Przemiana"
- odc. 3 – "Resurrection" - "Wskrzeszenie"
- odc. 4 – "Crash and Burn" - "Wyścig z czasem"